# Hold-up en plein ciel
Pour plus de détails, voir Fiche technique et Distribution.
Hold-up en plein ciel (A Prize of Gold) est un film britannique réalisé par Mark Robson, sorti en 1955.

## Synopsis
Le sergent-chef Joe Lawrence est stationné dans le Berlin occupé d'après-guerre. Là-bas, il rencontre un groupe d'orphelins allemands lorsque l'un d'eux tente imprudemment de voler sa Jeep. Ramenant l'enfant chez lui, Joe fait la connaissance de Maria, l'une des gardiennes des orphelins et la trouve très attirante. Elle lui explique qu'elle essaie d'emmener les enfants au Brésil où vivent déjà des Allemands, afin de recommencer leur vie. Son employeur, Hans Fischer, un entrepreneur allemand très prospère, informe Joe qu'il ne veut plus le revoir. Joe ignore son avertissement et tombe bientôt amoureux de Maria mais celle-ci rompt avec Joe malgré sa persistance. Un soir, il la suit discrètement et découvre que son patron la contraint à avoir une liaison avec lui. Furieux, Joe rosse Hans, mettant fin à l'aide de Hans pour les préparatifs du voyage.
Plus tard, l'ami de Joe, le sergent de la police militaire britannique Roger Morris, laisse entendre qu'il avait volé un lingot d'or de la Reichsbank récemment découvert et transféré en Angleterre par transport militaire dans une série de quatre envois. Joe planifie alors un détournement audacieux de l'avion, grandement aidé par le fait qu'il travaille pour l'Air Provost Marshal, qui partage la responsabilité de la sécurité des expéditions avec les Britanniques. L'oncle de Roger, Dan, les met en contact avec Alfie Stratton, un escroc semi-retraité qui peut écouler l'or volé. Alfie insiste pour qu'ils utilisent l'ancien pilote de la RAF Brian Hammell, pour protéger ses intérêts.
Le plan fonctionne jusqu'à un certain point, détournant le C-47 et atterrissant sur une piste d'atterrissage abandonnée en Angleterre. Cependant, l'équipage parvient à reprendre le contrôle de l'avion après qu'une partie seulement des lingots a été déchargée, et tente de décoller, pour s'écraser sur la voiture d'Alfie, qui servait à éclairer la piste et brûle. Après le départ du gang, les membres d'équipage parviennent à sortir sans être vus.
Se sentant coupable de la mort de trois hommes, Joe décide de rendre l'or et de se livrer aux autorités. Roger et Dan sont d'accord. Alfie regrette d'être revenu dans une vie de crime. Brian, quant à lui, qui a tiré sur l'avion en fuite, n'a aucun scrupule à tuer quiconque se mettra en travers de son chemin. Alfie et Dan partent et lorsque Brian se réveille, il désapprouve le nouvel arrangement et une lutte à mort s'ensuit. Tandis que Roger est tué, Joe est assommé. Se réveillant, il poursuit Brian, qui tente de s'enfuir avec quelques lingots d'or. Il finit par s'accrocher au bord d'un pont-levis montant mais perdant finalement prise, il plonge dans l'eau et se noie.
Lorsque Joe arrive à Berlin pour passer en cour martiale, il aperçoit Maria et les orphelins partir pour le Brésil.

## Fiche technique
- Titre original : A Prize of Gold
- Titre français : Hold-up en plein ciel
- Réalisation : Mark Robson
- Scénario : Robert Buckner et John Paxton d'après le roman de Max Catto
- Photographie : Ted Moore
- Musique : Malcolm Arnold
- Pays d'origine : Royaume-Uni
- Genre : aventure
- Date de sortie : 1955
- Affiche : Jean Mascii (France)

## Distribution
- Richard Widmark : Sergent Joe Lawrence
- Mai Zetterling : Maria
- Nigel Patrick : Brian Hammell
- George Cole : Sergent Roger Morris
- Donald Wolfit : Alfie Stratton
- Joseph Tomelty : Oncle Dan
- Andrew Ray : Conrad
- Karel Stepanek : Dr Zachmann
- Robert Ayres (en) : Tex
- Eric Pohlmann : Hans Fischer
- Olive Sloane (en) : Mavis
- Alan Gifford : Major Bracken
- Ivan Craig : Officier britannique
- Erich Dunskus : Contremaître du canal
- Nelly Arno : propriétaire allemande